# Football Club Aris Bonnevoie
El Football Club Aris Bonnevoie (en luxemburguès FC Aris Bonneweg) fou un club de futbol luxemburguès de la ciutat de Luxemburg.

## Història
El club va ser fundat l'any 1922. Destacà als anys 60 i 70. En 42 temporades va acumular més de 1.100 punts, que el situa com el desè club del país.
L'Aris deixà d'existir el 2001, quan es fusionà amb el CS Hollerich per formar el CS Alliance 01. L'any 2005, l'Alliance 01 es fusionà amb els clubs CA Spora Luxemburg i Union Luxemburg, formant l'actual Racing FC Union Luxemburg.

## Palmarès
- Lliga luxemburguesa de futbol:[2]

Campions (3): 1963-64, 1965-66, 1971-72
Finalistes (1): 1970-71
- Copa luxemburguesa de futbol:[3]

Campions (1): 1966-67
Finalistes (5): 1963-64, 1967-68, 1971-72, 1975-76, 1978-79